# Stolpe (Holstein)
Stolpe település Németországban, Schleswig-Holstein tartományban. Lakosainak száma 1289 fő (2023. december 31.).

## Népesség
A település népességének változása:
| Lakosok száma | 1089 | 1316 | 1274 | 1293 | 1333 | 1303 | 1289 |
|               | 1975 | 2010 | 2017 | 2019 | 2021 | 2022 | 2023 |